# دالة مطابقة

بيان الدالة المحايدة مطبقةً على الأعداد الحقيقية

الدالة المُطابَقة أو الدالة المتطابقة أو الدالة الحيادية (بالإنجليزية: Identity function)‏، أو الأقتران المحايد أو المطابق، هي دالة يرتبط فيها كل عنصر بنفسه، أو يكون المجال والمجال المقابل هما نفس المجموعة.
فالدالة y = f(x) = x، هي دالة محايدة.

## تعريف
نقول أن دالة f محايدة، إذا حافظت على قيم المتغير. أي صارت لصور الأعداد في تلك الدالة نفس القيم.

## خصائص
تعتبر خاصيات التباين والشمولية وبالتالي التقابلية من الخاصيات المميزة للدالة المحايدة، والبرهان عليها يأتي تلقائيا بعد تعويض
(f(x بقيمته x.

## أمثلة
إذا كان f(x)=2x+3،g(x)=½(x-3) برهن ان كلا من f5g،g5f دالة محايدة.
f5g(x)= f(g(x))
```
    =f(½(x-3))
   =2(½(x-3))+3
   =x
```

g5f(x) =g(f(x))
```
    =g(2x+3)
   =½[(2x+3)-3]
    = x
```

(f5g) دالة محايدة،(g5f) دالة محايدة.
- في الفضاء الشعاعي ذي البعد n، تمثل الدالة المتطابقة بالمصفوفة المتطابقة بغض النظر عن الأسس.